# ドーズ郡 (ネブラスカ州)
座標: 北緯42度43分 西経103度08分 / 北緯42.71度 西経103.14度
ドーズ郡（英: Dawes County）は、アメリカ合衆国のネブラスカ州にある郡。2000年時点の人口は9,060人で、郡庁所在地はシャドロン (Chadron)。
ネブラスカ州のナンバープレートで、ドーズ郡の車両は最初の数字が69になっている。これは1922年にナンバープレートの制度を確立した際、ドーズ郡の車両登録台数が州内の郡のなかで69番目に多かったからである。

## 歴史
ドーズ郡は1885年に組織され、ネブラスカ州知事のジェイムズ・W・ドーズにちなんで名付けられた。

## 地理
アメリカ合衆国国勢調査局によると、この郡は総面積3,628 km2 (1,401 mi2) である。このうち3,616 km2 (1,396 mi2)が陸地で、12 km2 (5 mi2) が川や湖などの水地域である。総面積のうちの0.33%が水地域となっている。

### 隣接する郡
- オグラララコタ郡 (サウスダコタ州)（北東）
- シェリダン郡（東）
- ボックスビュート郡（南）
- スー郡（西）
- フォールリバー郡 (サウスダコタ州)（北西）

### 国立保護区
- ネブラスカ国有林（部分管轄）
- オグララ国立草原（部分管轄）
- パイン・リッジ国立レクリエーション地域

## 人口動静

2000年国勢調査時の郡の人口ピラミッド

2000年の国勢調査によると、ドーズ郡には9,060人、3,512世帯、及び2,086家族が暮らしている。人口密度は3/km2 (6/mi2) で、1/km2 (3/mi2) の平均的な密度に4,004軒の住居が建っている。この郡の人種の構成は白人93.34%、黒人（アフリカ系アメリカ人）0.81%、先住民2.88%、アジア系0.31%、太平洋諸島系0.06%、その他の人種1.03%、および混血1.58%で、2.43%の人々がヒスパニックまたはラテン系である。郡の住民の38.0%がドイツ系、9.9%がイングランド系、9.2%がアイルランド系、7.4%がアメリカ系移民の子孫である。
ドーズ郡に住む3,512世帯のうち、26.20%は18歳未満の子どもと暮らしており、48.50%は夫婦で生活している。7.90%は未婚の女性が世帯主であり、40.60%は家族以外の住人と同居している。31.00%は独居で、全世帯の12.90%は65歳以上の独居老人世帯である。1世帯あたりの平均人数は2.28人であり、家庭の場合は2.87人である。
郡の住民は21.20%が18歳未満の子どもで、18歳以上24歳以下が23.40%、25歳以上44歳以下が20.40%、45歳以上64歳以下が20.30%、および65歳以上が14.80%となっている。平均年齢は31歳である。女性100人に対して男性は95.60人いて、18歳以上の女性100人に対しては男性は91.10人いる。
郡の世帯ごとの平均収入は29,476米ドルで、家族ごとでは41,092米ドルである。男性の29,162米ドルに対して女性は17,404米ドルの平均的な収入がある。この郡の一人当たりの収入 (per capita income) は16,353米ドルである。総人口の18.90%、家族の9.80%は貧困線以下である。18歳未満の子どもの14.40%及び65歳以上の9.80%は貧困線以下の生活を送っている。

## コミュニティ

### 都市
- シャドロン (en:Chadron, Nebraska)
- クロウフォード (en:Crawford, Nebraska)

### 村
- ホイットニー (en:Whitney, Nebraska)

### その他
- マーズランド (en:Marsland, Nebraska)